# Hersilia igiti
Hersilia igiti is een spinnensoort in de taxonomische indeling van de Hersiliidae.
Het dier behoort tot het geslacht Hersilia. De wetenschappelijke naam van de soort werd voor het eerst geldig gepubliceerd in 2006 door Foord & Dippenaar-Schoeman.